# Malá Fermatova věta
Malá Fermatova věta je matematická věta, která tvrdí, že pro každé prvočíslo p a každé celé číslo a platí
{\displaystyle a^{p}\equiv a{\pmod {p}}}

To znamená, že číslo {\displaystyle (a^{p}-a)} je dělitelné prvočíslem p.
Pokud NSD(a,p) = 1, pak platí také tvar
{\displaystyle a^{p-1}\equiv 1{\pmod {p}}}.
Symbol ≡ pochází z modulární aritmetiky a zápis se čte "je kongruentní s" (v modulo p).
Věta je nazvána podle francouzského matematika Pierra de Fermat (1601–1665); přívlastek malá ji odlišuje od Velké Fermatovy věty. Využívá se například pro Fermatův test prvočíselnosti.

## Zobecnění
Pro libovolná přirozená čísla {\displaystyle a} a {\displaystyle n} taková, že NSD(a,n) = 1, platí
{\displaystyle a^{\varphi (n)}\equiv 1{\pmod {n}}}, kde {\displaystyle \varphi } je Eulerova funkce.

## Příklad
- Buď p=5, a=2. Jelikož 5 je prvočíslo a 2 není násobek 5, má podle malé Fermatovy věty platit, že {\displaystyle 2^{5}-2} je dělitelné 5. Vskutku, {\displaystyle 2^{5}-2=32-2=30} je dělitelné 5.

## Důkazy

### Důkaz indukcí
Buď {\displaystyle k<p-1} a nechť {\displaystyle a^{p-1}\equiv 1{\pmod {p}}} pro přirozená {\displaystyle 1\leq a\leq k}. Pak {\displaystyle (k+1)^{p}\equiv k^{p}+1^{p}{\pmod {p}}} (ostatní členy v binomickém rozvoji {\displaystyle (k+1)^{p}} jsou dělitelné {\displaystyle p}) a podle indukčního předpokladu
{\displaystyle k^{p}\equiv k{\pmod {p}}}. Tedy {\displaystyle (k+1)^{p}\equiv k+1{\pmod {p}}}, neboli {\displaystyle (k+1)^{p-1}\equiv 1{\pmod {p}}}.
Tedy tvrzení platí pro {\displaystyle a=1,\ldots ,p-1}. Dále pro {\displaystyle b\in \mathbb {Z} } platí {\displaystyle (a+pb)^{p}\equiv a^{p}{\pmod {p}}}, což plyne opět z binomického vzorce. Zbývá si uvědomit, že libovolné číslo {\displaystyle x\in \mathbb {Z} }, které není násobkem {\displaystyle p}, je možno napsat jako {\displaystyle x=a+bp}, kde {\displaystyle a\in \{1,2,\ldots ,p-1\}}. Tedy {\displaystyle x^{p-1}\equiv a^{p-1}\equiv 1{\pmod {p}}}.

### Elementární důkaz
Mějme {\displaystyle a} různých písmen {\displaystyle A_{1},\ldots ,A_{a}} (nějaké) abecedy a uvažujme množinu všech slov o {\displaystyle p} písmenech z oné abecedy (nad onou abecedou), kde {\displaystyle p} je prvočíslo. Takových slov je zřejmě {\displaystyle a^{p}}. Buď {\displaystyle \sigma (A_{i_{1}}A_{i_{2}}\ldots A_{i_{p}})=A_{i_{2}}A_{i_{3}}\ldots A_{i_{p}}A_{i_{1}}}.
Rozdělme tuto množinu slov do menších podmnožin {\displaystyle M} takovým způsobem, že slovo {\displaystyle S\in M} právě když {\displaystyle \sigma (S)\in M}. Buď {\displaystyle k} nejmenší takové, že {\displaystyle \sigma ^{k}S=S}. Zřejmě {\displaystyle k\mid p}, proto buď {\displaystyle k=1} anebo {\displaystyle k=p}.
Tedy každá z těchto podmnožina {\displaystyle M} může mít buď jeden prvek (pokud se v slově opakuje p krát jedno písmeno), anebo p prvků (v ostatních případech). Jednoprvkových množin je však {\displaystyle a}, neboť jsou to právě množiny {\displaystyle \{A_{1}A_{1}\ldots A_{1}\},\ldots ,\{A_{a},\ldots ,A_{a}\}}. Zbylá slova se tedy dají rozdělit do podmnožin velikosti {\displaystyle p}, tedy {\displaystyle p\mid a^{p}-a}.

### Důkaz pomocí teorie grup
Buď {\displaystyle p} prvočíslo. Pak množina zbytkových tříd {\displaystyle \mathbb {Z} _{p}} je těleso, jehož nenulové prvky tvoří multiplikativní grupu {\displaystyle \mathbb {Z} _{p}^{*}} řádu {\displaystyle p-1}. Libovolný prvek {\displaystyle a\in \mathbb {Z} _{p}^{*}} generuje její cyklickou podgrupu řádu {\displaystyle k}, tj. {\displaystyle k} je nejmenší číslo, pro které {\displaystyle a^{k}=1}. Podle Lagrangeovy věty, počet prvků podgrupy dělí počet prvků grupy, tedy {\displaystyle p-1=km}. Tedy {\displaystyle a^{p-1}=a^{km}=(a^{k})^{m}=1^{m}=1} v {\displaystyle \mathbb {Z} _{p}^{*}}.
Tedy pro {\displaystyle 0\neq a\in \mathbb {Z} _{p}} máme {\displaystyle a^{p-1}=1} v {\displaystyle \mathbb {Z} _{p}}.

### Důkaz pomocí součinu zbytkových tříd
Buď opět {\displaystyle p} prvočíslo, {\displaystyle \mathbb {Z} _{p}} množina zbytkových tříd, jejíž nenulové prvky tvoří multiplikativní grupu {\displaystyle \mathbb {Z} _{p}^{*}} řádu {\displaystyle p-1}. Násobení prvkem {\displaystyle a\neq 0}
permutuje prvky {\displaystyle \mathbb {Z} _{p}^{*}}, proto součin všech prvků se nezmění:
{\displaystyle \Pi _{x\in \mathbb {Z} _{p}^{*}}x=\Pi _{x\in \mathbb {Z} _{p}^{*}}ax=a^{p-1}\Pi _{x\in \mathbb {Z} _{p}^{*}}x}
Součin na obou stranách je nesoudělný s {\displaystyle p} (poněvadž každý prvek součinu je nesoudělný s {\displaystyle p}). Můžeme tedy zkrátit součin a dostáváme {\displaystyle a^{p-1}=1} v {\displaystyle \mathbb {Z} _{p}}.